# Julián Cuevas
Julián Cuevas González (Miengo, 17 de mayo de 1948 - 2000) fue un ciclista español, profesional entre 1969 y 1975, cuyo mayor éxito deportivo lo logró en la Vuelta a España donde, en la edición de 1970, obtuvo 1 victoria de etapa.